# 325
325是一個在324和326之間的自然數。

## 數學性質
- 合數，正因數有1、5、13、25、65和325。
質因數分解為{\displaystyle 5^{2}\times 13}。
- 虧數，真因數和為109，虧度為216。
- 十进制的奢侈數。
- 325是最小的能寫成3組2個平方數之和的數。

{\displaystyle 325=1^{2}+18^{2}=6^{2}+17^{2}=10^{2}+15^{2}}
- 325是第25個三角形數
- 325是2組素勾股數的斜邊。

{\displaystyle 325^{2}=36^{2}+323^{2}=204^{2}+253^{2}}
- 325能整除512-1
- 325是第5個34边形數

## 來源
wolfram|alpha（页面存档备份，存于）